# Nyingtri
Nyingtri, även kallad Nyingchi, är en stad på prefekturnivå i den autonoma regionen Tibet i västra Kina. 

## Administrativ indelning
Prefekturen är uppdelad i ett stadsdistrikt och sex härad enligt nedan. Den kinesiska regeringen hävdar att prefekturen även inbegriper den indiska delstaten Arunachal Pradesh, vilka markeras med grön färg på kartan.
| Karta | Karta         | Karta      | Karta              | Karta          | Karta                    | Karta                  | Karta       | Karta                    |
| ----- | ------------- | ---------- | ------------------ | -------------- | ------------------------ | ---------------------- | ----------- | ------------------------ |
|       |               |            |                    |                |                          |                        |             |                          |
| Nr    | Namn          | Hanzi      | Hanyu Pinyin       | Tibetanska     | Wylie                    | Befolkning (2003 est.) | Areal (km²) | Befolkningstäthet (/km²) |
| 1     | Bayi          | 巴宜区     | Bāyí qū            | བྲག་ཡིབ་གྲོང་ཆུས།   | brgyad gcig chus         | 30 000                 | 8 536       | 4                        |
| 2     | Kongpo Gyamda | 工布江达县 | Gōngbùjiāngdá xiàn | ཀོང་པོ་རྒྱ་མདའ་རྫོང་ | kong po rgya mda' rdzong | 30 000                 | 12 960      | 2                        |
| 3     | Menling       | 米林县     | Mǐlín xiàn         | སྨན་གླིང་རྫོང་      | sman gling rdzong        | 20 000                 | 9 507       | 2                        |
| 4     | Metog         | 墨脱县     | Mòtuō xiàn         | མེ་ཏོག་རྫོང་       | me tog rdzong            | 10 000                 | 31 394      | 0                        |
| 5     | Pome          | 波密县     | Bōmì xiàn          | སྤོ་མེས་རྫོང་       | spo mes rdzong           | 30 000                 | 16 770      | 2                        |
| 6     | Dzayul        | 察隅县     | Cháyú xiàn         | རྫ་ཡུལ་རྫོང་       | rdza yul rdzong          | 20 000                 | 31 305      | 1                        |
| 7     | Bayi          | 朗县       | Lǎng xiàn          | སྣང་རྫོང་         | snang rdzong             | 10 000                 | 4 114       | 2                        |